# مانولو خیمنز
مانولو خیمنز (انگلیسی: Manolo Jiménez؛ ۱۴ دسامبر ۱۹۴۱ – ۵ دسامبر ۲۰۲۱) بازیکن فوتبال اهل اسپانیا بود که در پست مهاجم بازی می‌کرد.